# Pedicularis procera
Pedicularis procera är en snyltrotsväxtart som beskrevs av Asa Gray. Pedicularis procera ingår i släktet spiror, och familjen snyltrotsväxter. Inga underarter finns listade i Catalogue of Life.